# Pleumeur-Bodou

Pleumeur-Bodou este o comună în departamentul  Côtes-d'Armor, din regiunea Bretania, aflată în nord-vestul Franței și face parte din punct de vedere administrativ din grupul de comune arondate orașului Lannion, numit din 2015, LTC - Lannion-Trégor Communauté.

## Toponimie
Pleumeur-Bodou (Plebs magna Podou în 1330) înseamnă în limba bretonă Parohia mare din pădure.
Deviza comunei, în limba bretonă este Dreist mor ha douar și semnifică, Peste mări și tări.

## Geografie
Comuna Pleumeur-Bodou este situată pe coasta de la Marea Mânecii, numită turistic și Côte de Granit Rose, la aproximativ opt kilometri nord-vest de Lannion. Are frontiere comune cu Lannion, Trébeurden, Trégastel, Perros-Guirec și Saint-Quay-Perros.
Municipalitatea include și insula Île Grande. Satul Pleurmeur-Bodou în sine este situat la aproximativ trei kilometri de coastă, alte așezări de coastă ale municipalității fiind Penvern, Kervégan, Kerénoc și Landrellec.
Litoralul aferent se întinde pe 17 km iar localitatea dispune de multe trasee pentru drumeții și ciclism.
Principalele spații naturale sunt insula Île Grande, golful Keryvon și peninsula Landrellec.  
La orizont se întrevăd multe insulițe, cele mai cunoscute fiind Île Aganton, Île Losket, Île d'Erc'h, Île Morvil și Île d'Aval (privată).

## Educație
Pleumeur-Bodou dispune de școli publice și private: Colegiul Paul-le Flem (public), Școala primară Jean-le Morvan (publică), Școala primară St. Joseph (privată) și Gradinița (publică) de pe insula Île Grande.
Municipalitatea susține o viață asociativă foarte bogată, preponderent sportivă, prin clubul de navigare cu vele pe Île Grande, cel de golf Saint-Samson și prin asociații sportive clasice.
Tot pe insulă se află și sediul LPO al Ligii pentru protecția păsărilor, fondată în 1912, recunoscută de utilitate publică în 1986. Asociația deține unul din cele 7 centre de salvare a păsărilor din Franța.
În fiecare lună de mai, începând cu 1976, are loc carnavalul Les Gras pe străzile din Île Grande.

## Economie
În secolul al XIX-lea comuna era puțin cunoscută, populația locală trăind în principal din extracția de granit. 
Municipalitatea a beneficiat însă de politica de descentralizare din anii 1960, când Franța a decis să aleagă regiunea din jurul orașului Lannion ca leagăn al telecomunicațiilor. 
La Pleumeur-Bodou a fost implantat un centru de telecomunicații prin satelit, CTS (Centre de télécommunications par satellite), unde s-a  construit și o structură sferică gigantică din material impermeabil alb, numită Radôme (radar-dom), pentru găzduirea unei antene de captare satelit. Astfel s-a putut derula pe 11 iulie 1962 prima transmisie televizată trans-oceanică, prin satelitul TELSTAR, între Statele Unite (Andover) și Europa (Pleumeur-Bodou), în regim mondovision, în mai multe țări.
Parcul unde se află antena, devenită obiect muzeistic cuprinde:
- La cité des télécoms – muzeul destinat telecomunicației
- Le Planétarium – planetariul
- Le Village Gaulois  - satul galic (de distracții)

În prezent, activitățile comunei sunt în principal legate de turism, prin campinguri, hoteluri, restaurante, golf, trasee spre imensele pietre megalitice, numite în bretonă menhir:
- Menhir de Saint-Uzec a fost ridicat în neolitic (5000-2000 Î.Hr.) și are 6m înălțime

- Menhir de Saint-Samson

- Menhir de Bringuiller

- Menhir de pe terenul de golf  Saint-Samson

- Menhir de Kervegano.

Populația depășește pe timpul verii cifra de 10.000, datorită turismului.
Tot aici are loc la castelul Kerduel, în luna august, pe durata a trei zile, cel mai mare târg de antichități din Bretania. 

## Patrimoniu[9]
- La Cité des telecoms, incluzând instalația Radôme, clasificată în 2000 monument istoric și etichetată construcție a secolului al XX-lea.[10]

- Castelul Kerduel, secolul al XVI-lea, vizitabil doar pe dinafară[11]
- L'allée couverte de l'Île-Grande clasată monument istoric cât și cea de la Keryvon[12]
- Menhir de Saint-Uzec, un megalit clasat monument istoric[13]
- Capela Saint-Samson, cu crucea și menhir, clasate monumente istorice[14]
- Capela Saint Uzec
- Capela Saint-Antoine
- Crucea bisericii, clasată monument istoric[15]

Steaua rețelei Alibi din Pors Gelen (din cel de-al doilea război mondial), care amintește de operațiunile maritime secrete ale acestei rețele de informații cu ajutorul corvetelor celei de-a 15-a flotilă MGB). Această stea a fost inaugurată în aprilie 1994 în prezența membrilor rețelei Alibi, a marinarilor și a ofițerilor britanici.

## Legende
În mai toată Bretania, legendele și credințele erau legate de vestigiile religioase, iar rugile religioase (pardons) se practică și astăzi.
Pe insula Aganton, există două cruci separate între ele de câțiva metri. Legenda spune că ele se apropie la fiecare șapte ani cu lungimea unui bob de grâu, iar sfârșitul lumii va veni în ziua în care se vor atinge.
Multe legende se referă la regele Arthur care ar fi îngropat pe insula Aval. În Gweradur se află o piatră misterioasă despre care o legendă spune, că această piatră ar fi fost localizată anterior pe insula Aval și  ar fi ajuns la Gweradur printr-un salt al regelui Arthur, care ar fi depus-o acolo. Alte legende spun că Arthur ar fi fost un castelan de Kerduel unde Cavalerii mesei rotunde ar fi locuit pentru o vreme.
Astérix și Obélix ar putea fi din zonă? Regiunea Pleumeur-Bodou este cunoscută și datorită albumelor de benzi desenate Le Tour de Gaule d'Astérix ale lui René Goscinny și Albert Uderzo, unde este marcată printr-o cruce poziția geografică a satului galic.
Yoko Tsuno a zburat deasupra lui Pleumeur-Bodou: Antena Radôme servește ca decor în albumul de benzi desenate creat de scriitorul belgian Roger Leloup încă de la debutul său în 1970, fiind punctul de plecare pentru eroina Yoko Tsuno.
Granitul care a facut înconjorul lumii: 
Granitul carierelor din Île-Grande a fost folosit în special pentru construcțiile de pe bulevardul Haussmann din Paris. Faimoasele alei pietruite ale cursei de ciclism Paris-Roubaix provin de asemenea de la aceste cariere de granit, la fel ca și pietrele care alcătuiesc viaductul de la Morlaix. Deși comuna este situată în zona Coastei de granit roz (Côte de Granit Rose), granitul insulei este de culoare gri.
Un turn de clopot complet diferit: în timpul construcției noii biserici din sat, s-a decis ca vârful turnului de clopot să fie din pietre de culoare diferită pentru a-l distinge de clopotele comunelor vecine. Vârful turnului de clopot din satul Pleumeur-Bodou păstrează și astăzi culoarea neagră.

## Galerie

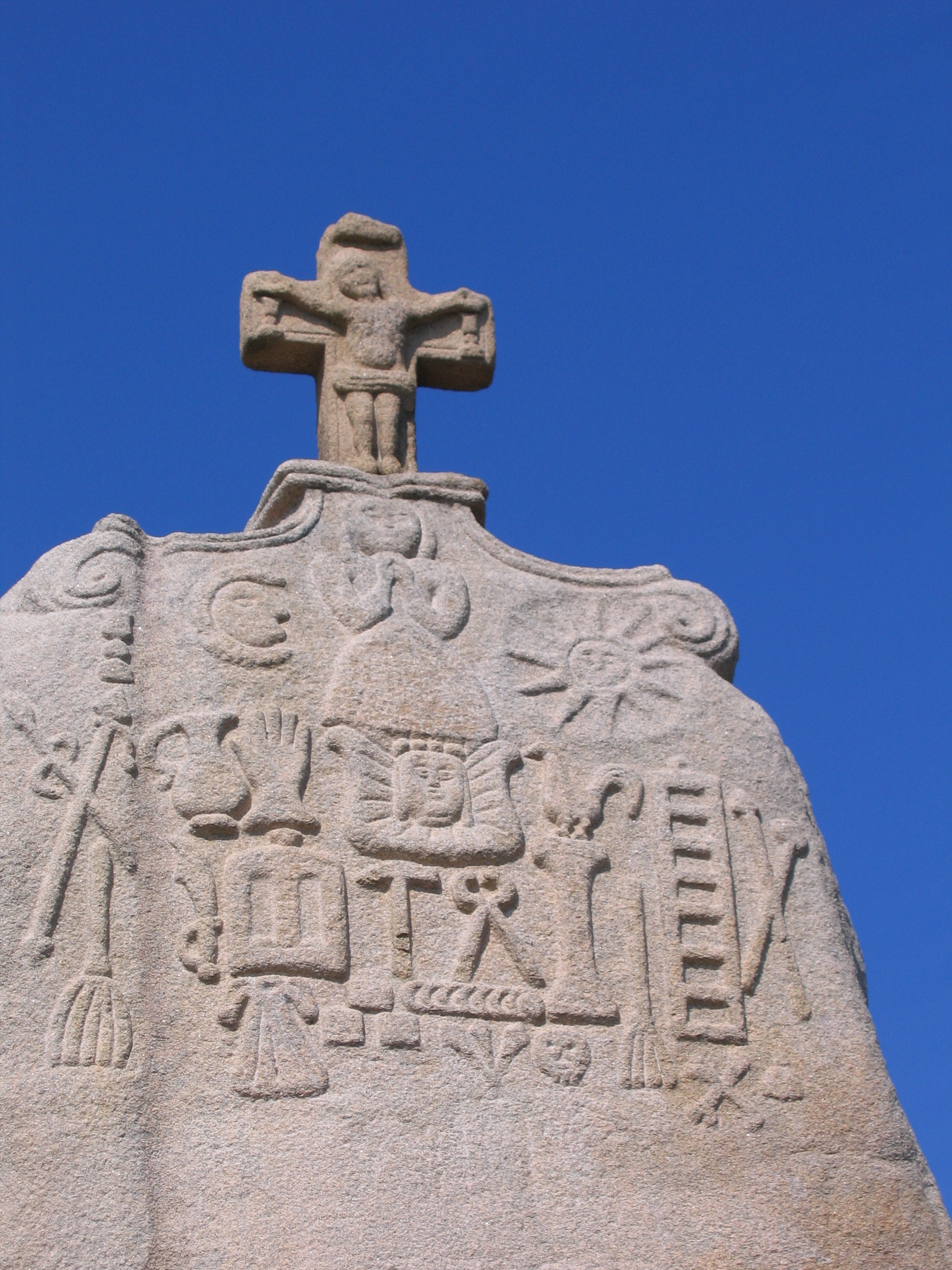
Menhir St. Uzec din Pleumeur-Bodou
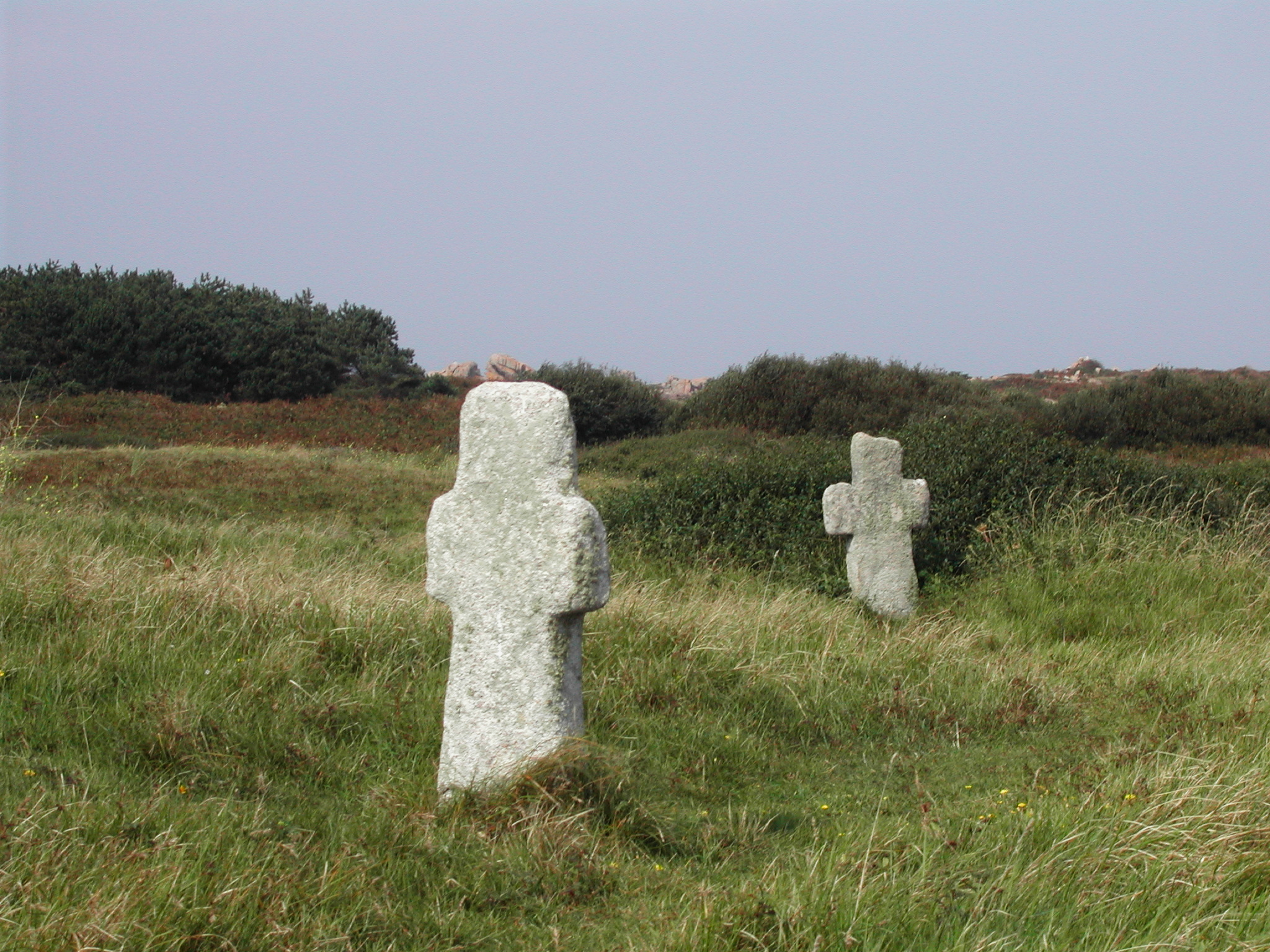
Crucile din Insula Aganton
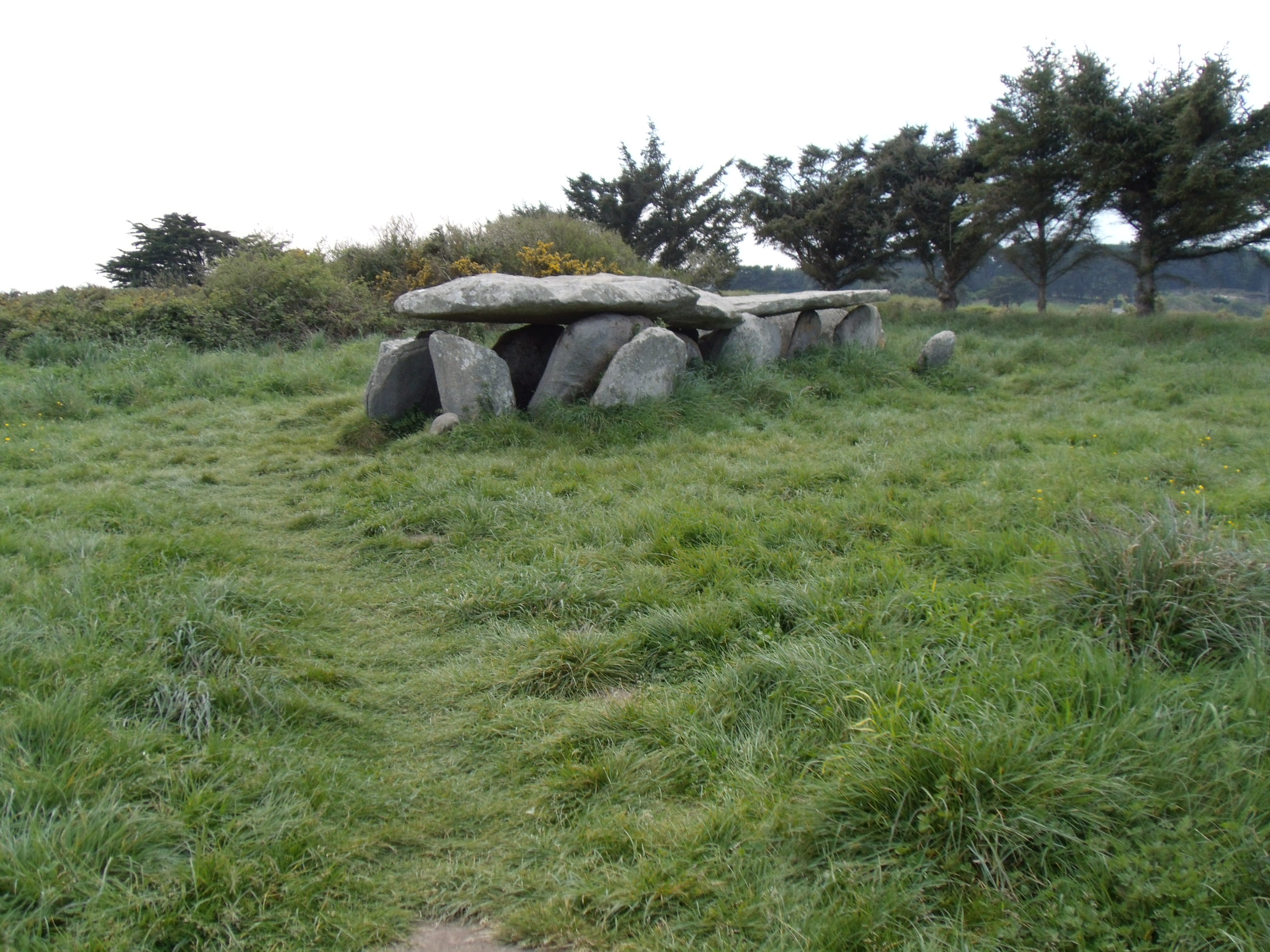
Alee din Insula Grande
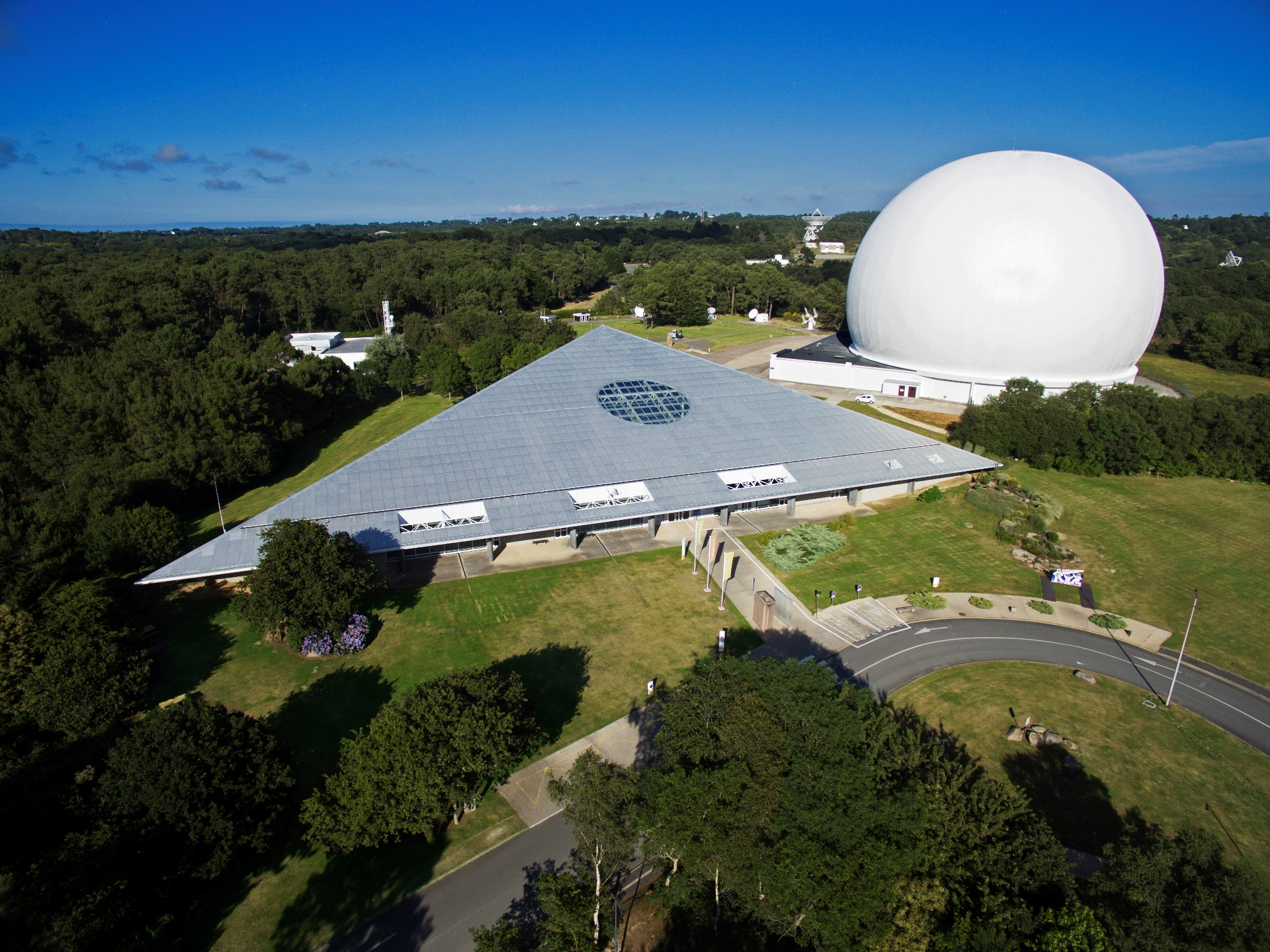
Radomul din Pleumeur-Bodou